# Долни Кот
Долни Кот (на словенски: Dolnji Kot) е село в Словения, регион Югоизточна Словения, община Жужемберк. Според Националната статистическа служба на Република Словения през 2015 г. селото има 66 жители.